# 死神 (日本)

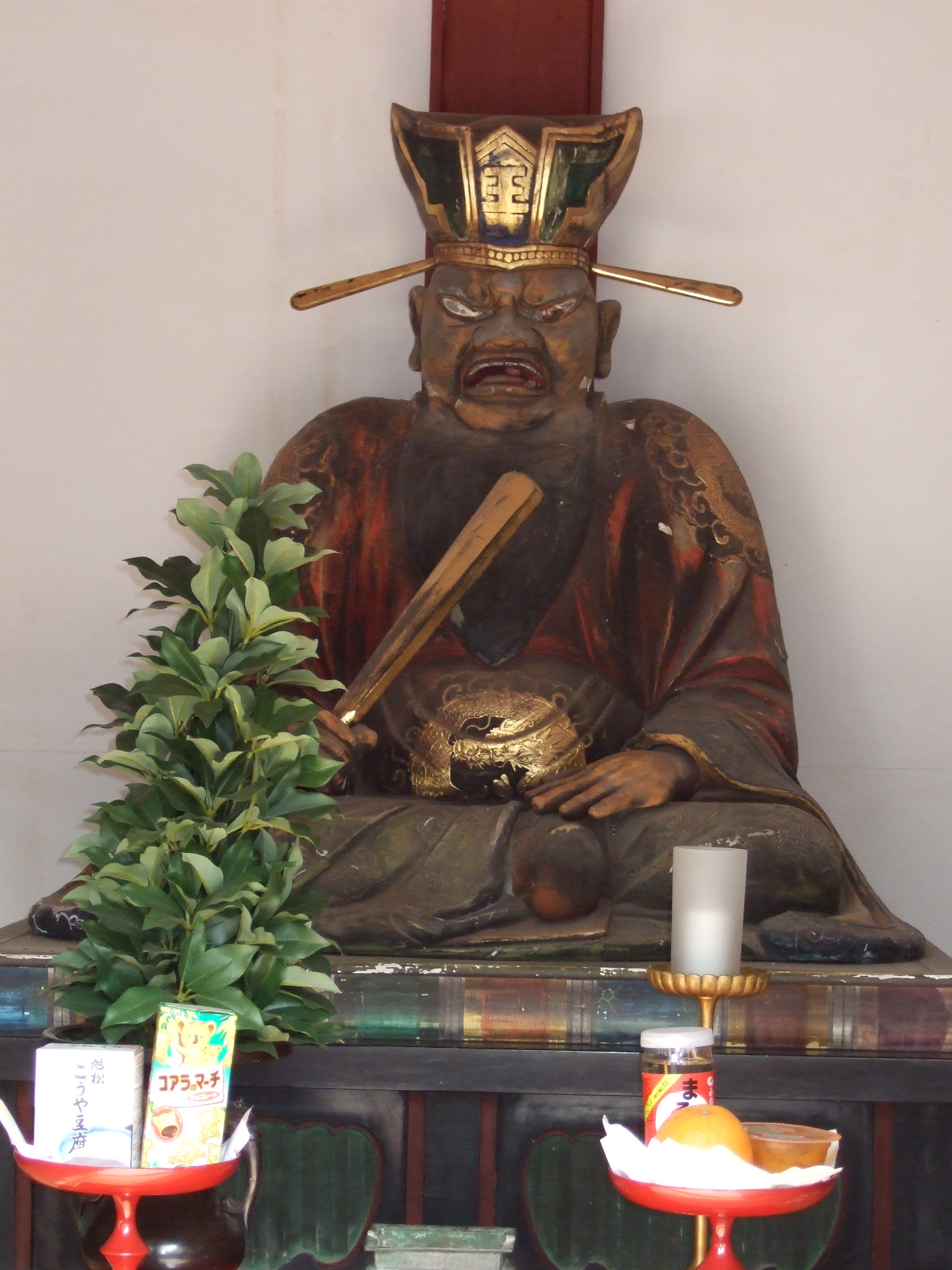
京都府宮津市成相寺的閻羅王神像

死神（日语：／ Shinigami）乃是將死者之靈魂帶至陰間或另一世界進行審判，或者在陰間司掌審判死者一生功過之神明。本條目乃就日本之宗教、大眾文化、民間信仰等面向詳述如後，其餘則請參照「死神」之條目。

## 日本宗教上之死神
在佛教裡，「死魔」乃直接為生命帶來障礙的魔。遭到此魔迷惑，可能使人衝動地想自殺。不過，瑜伽行唯識學派文獻《瑜伽師地論》則認為死魔乃是決定眾生死亡之日的神明。其他諸如掌管陰間的閻羅王與其轄下的牛頭馬面等，亦屬死神之列。
至於神道的死神，則出現在日本神話中妹神伊邪那美命產下火神迦具土時遭灼身亡，兄神伊邪那岐命追往黃泉國探望的橋段。因伊邪那美命之別名為黃泉津大神、道敷大神，含有黃泉國主宰神之意，但是伊邪那美命和閻羅王卻跟西方世界對死神的定義不同。在日本佛教的觀念裡，鬼神怨靈不一定奪走人的性命，反而引導亡者走向死後的世界。

## 人形淨瑠璃之死神
在日本古籍中「死神」的名字並不多見，相關記述甚少。江戶時代後，劇作家近松門左衛門才在人形淨瑠璃《曾根崎心中》提到「死神」一詞。近松在寶永3年上演的《內心刃為冰之朔日》（心中刃は氷の朔日〔しんじゅうやいばはこおりのついたち〕）人形淨琉璃劇中，男性和內心裡打算一起尋短的女性說：「『死神』邀約的生命真是虛幻哪....」等語。此段橋段比喻雖然死神存在於打算自殺的男女心中，但其樣貌卻仍不明；但也有人認為近松採用「死神」一詞來表達純粹的虛幻。另外，他在享保5年（1720年）公開演出的作品《心中天網島》（心中天の網島（しんじゅうてんのあみじま））裡，描寫劇中人物紙屋治兵衛的心境：「在版摺紙裡，仍有未知的死神（版摺る紙のその中に、あるとも知らぬ死神に）。」這段話藉由治兵衛經營的「紙」引出「死神」，說明他面臨死亡的決心。不過，有人按字面解釋的句子，提出近松本人不認為世上存在著死神的看法。

## 古典文學之死神

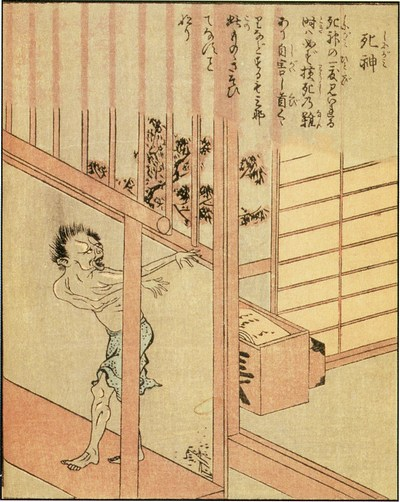
竹原春泉齋所繪之〈死神〉，出自《繪本百物語》

江戶時代的古典文學作品中，也有提到取走靈魂附體的死神，像發表於天保12年（1841年）的《繪本百物語》就出現「死神」（縊鬼）的怪談故事。縊鬼即是上吊自殺者的鬼魂，因心有積怨惡念，引誘同樣有惡念的生者至同地自殺或予以附身。類似的怪談題材，還有幕末時期鈴木桃野在《反古裡書》卷之一所寫的〈縊鬼〉。
江戸時代後期三好想山在其隨筆文集《想山著聞奇集》卷四裡，描寫死神帶走遭妓女附身之男子的內心話（原文为）。河竹默阿彌在明治19年（1886年）上演的歌舞伎《盲長屋梅加賀鳶》裡也提到，據說死神會進入人的腦袋中，使此人想起自己曾做過的壞事而身亡；這種觀念近似幽靈或邪靈。幕末時期落語家三遊亭圓朝的演目《死神》則並非原創，故事原型乃出自義大利歌劇《鞋匠遇仙記》或者《格林童話》故事〈死神教父〉。

## 民間信仰之死神
熊本縣宮地町（2005年2月11日已併入阿蘇市）有個習俗：凡是在外過夜者，返家後必先飲一杯茶、吃一碗飯才就寢，否則會被死神纏上。靜岡縣濱松地方的居民則認為，不論靠山或靠海，以鐵路前往人死之處必定會被死神取走靈魂。在這種地方，亡者如果找不到下一個替死鬼，是永遠無法超渡的。一般來說，彼岸掃墓通常在正午時分進行，不過岡山縣居民傳說如果不是在彼岸時間內掃墓，會被死神帶走。

## 近代大眾文化之死神
第二次世界大戰後西方人的死神觀念傳入日本，大家開始認為死神具有人格，尤其多半出現在科幻作品中。昭和時期漫畫家水木茂即在《鬼太郎》作品裡創作了死神的角色；1979年電視劇《日本名作怪談劇場》中死神的角色即由歌舞伎演員中村鴈治郎擔綱演出。平成時期以降，《死亡筆記》、《BLEACH》、《死神的精確度》等膾炙人口的作品往往從漫畫、小說改編成電影、電視劇、動畫等；《真·女神轉生》、《Final Fantasy》、《勇者鬥惡龍》等電玩遊戲也有死神的角色，詳情請參照死神題材作品。

## 內部連結
- 閻羅王
- 伊奘冉尊